# Казе Мантоет (Тревизо)
Казе Мантоет је насеље у Италији у округу Тревизо, региону Венето.
Према процени из 2011. у насељу је живело 29 становника. Насеље се налази на надморској висини од 177 м.